# Liste des lacs en Angola
La Liste des lacs en Angola répertorie la liste non exhaustive des lacs sur le territoire de l'Angola.

## Lacs principaux selon leurs types
Le lac Dilolo, aussi connu sous le nom de Lago Dilolo, est le plus grand lac naturel d'Angola. Il a une superficie de 18,9 km², une longueur de 6,5 km environ et une largeur de 3,5 km environ. Le lac Dilolo est alimenté par plusieurs rivières et est relié à d'autres lacs et zones humides d'Angola.

## Liste des lacs
Il existe en Angola quelques lagunes côtières à savoir: La lagune de Buraco, Carvalhao, Marembo et Chissambe.